# 제1차 모리 내각
제1차 모리 내각(일본어: 第1次森内閣)은 전 문부대신 모리 요시로가 제85대 내각총리대신으로 임명되어, 2000년 4월 5일부터 2000년 7월 4일까지 존재한 일본의 내각이다.
자유민주당과 공명당, 보수당의 연립 내각이다.
전임인 오부치 게이조 총리가 병으로 급하게 사직했기 때문에, 전임자가 대부분 유임되었다. 게다가 제42회 일본 중의원 의원 총선거가 가까웠기 때문에 ‘선거 관리 내각’의 성격이 강했고, 사실상 급하게 조직된 직무 대행 내각의 성격이 강했다. 모리 총리가 사실상 독자적인 인사권을 행사했다는 의미에서는 제2차 모리 내각이 사실상의 초대 모리 내각이라고 할 수 있다.

## 각료 명단
특명사항을 담당하는 국무대신의 직무는 꺾은 괄호(〈〉) 내에 기술하였다.
| 내각총리대신                                                        | 내각총리대신                                                        | 모리 요시로         |
|                                                                     | 내각총리대신 보좌관 (교육개혁 담당)                                 | 마치무라 노부타카   |
| 법무대신                                                            | 법무대신                                                            | 우스이 히데오       |
| 외무대신                                                            | 외무대신                                                            | 고노 요헤이         |
| 대장대신                                                            | 대장대신                                                            | 미야자와 기이치     |
| 문부대신 과학기술청 장관 국립국회도서관 연락조정위원회 위원         | 문부대신 과학기술청 장관 국립국회도서관 연락조정위원회 위원         | 나카소네 히로후미   |
| 후생대신 〈연금문제 담당〉                                          | 후생대신 〈연금문제 담당〉                                          | 니와 유야           |
| 농림수산대신                                                        | 농림수산대신                                                        | 다마자와 도쿠이치로 |
| 통상산업대신 〈국제박람회 담당〉                                    | 통상산업대신 〈국제박람회 담당〉                                    | 후카야 다카시       |
| 운수대신 홋카이도 개발청 장관 〈신 도쿄 국제공항 담당〉             | 운수대신 홋카이도 개발청 장관 〈신 도쿄 국제공항 담당〉             | 니카이 도시히로     |
| 우정대신                                                            | 우정대신                                                            | 마에지마 에이사부로 |
| 노동대신                                                            | 노동대신                                                            | 마키노 다카모리     |
| 건설대신 국토청 장관 〈연구·학원도시, 토지대책, 수도기능이전 담당〉 | 건설대신 국토청 장관 〈연구·학원도시, 토지대책, 수도기능이전 담당〉 | 나카야마 마사아키   |
| 자치대신 국가공안위원회 위원장                                      | 자치대신 국가공안위원회 위원장                                      | 호리 고스케         |
| 내각관방장관 오키나와 개발청 장관 〈남녀 공동 참여, 오키나와 담당〉 | 내각관방장관 오키나와 개발청 장관 〈남녀 공동 참여, 오키나와 담당〉 | 아오키 미키오       |
|                                                                     | 내각관방 부장관                                                     | 누카가 후쿠시로     |
| 내각관방 부장관                                                     | 마쓰타니 소이치로                                                   |                     |
| 내각관방 부장관                                                     | 후루카와 데이지로                                                   |                     |
| 내각위기관리감                                                      | 안도 다다오                                                         |                     |
| 내각법제국 장관                                                     | 쓰노 오사무                                                         |                     |
| 금융재생위원회 위원장                                               | 금융재생위원회 위원장                                               | 다니가키 사다카즈   |
| 총무청 장관 〈중앙성청재편 담당〉                                   | 총무청 장관 〈중앙성청재편 담당〉                                   | 쓰즈키 구니히로     |
| 방위청 장관                                                         | 방위청 장관                                                         | 가와라 쓰토무       |
| 경제기획청 장관 〈총합교통대책, 신천년기 기념행사 담당〉            | 경제기획청 장관 〈총합교통대책, 신천년기 기념행사 담당〉            | 사카이야 다이치     |
| 환경청 장관 〈지구환경문제 담당〉                                   | 환경청 장관 〈지구환경문제 담당〉                                   | 시미즈 가요코       |

## 같이 보기
- 일본의 역대 내각